# Ligidium gracile
Ligidium gracile is een pissebed uit de familie Ligiidae. De wetenschappelijke naam van de soort is voor het eerst geldig gepubliceerd in 1856 door Dana.